# Puntius coorgensis
Puntius coorgensis és una espècie de peix cipriniforme de la família dels ciprínids que es troba a Karnataka (Índia).